# François Dupont (amiral)
François Dupont, né le 10 décembre 1947 à Taza (Maroc) et mort à Saint-Mandé le 9 octobre 2022 (Val-de-Marne) est un militaire français. Amiral et sous-marinier pendant 20 ans, il est notamment un des architectes du projet de construction du SNLE le Triomphant .

## Biographie

### Carrière militaire
Il appartient à la promotion de l'École navale de 1968. Après une première affectation au patrouilleur Croix du Sud à Dakar, il rejoint les forces sous-marines en 1973 pour embarquer dans les sous-marins d’attaque Amazone, puis Daphné et Junon. De 1979 à 1981, il est second de la Daphné. À l’issue d’une affectation comme officier de manœuvre du porte-hélicoptères Jeanne d’Arc, il commande successivement les sous-marins Daphné et Agosta avant d’être admis à l’École supérieure de guerre navale.
Commandant en second du sous-marin nucléaire lanceur d’engins Le Terrible, il est affecté en 1987, à l’État-major de la Marine dans le bureau chargé de la construction des sous-marins nucléaires d’attaque et du Sous-marin lanceur d’engins de nouvelle génération (SNLE-NG). Breveté ingénieur en génie atomique, il prend le commandement en 1991 du Triomphant, tête de série, dont il conduit les travaux d’achèvement puis les essais à la mer et qu'il commande jusqu’en août 1995.
Admis au Centre des hautes études militaires (CHEM) et à l’Institut des hautes études de défense nationale (IHEDN, 48e Session nationale) il est affecté en août 1996 à l’État-major des armées au bureau Études et stratégie militaire générale. Promu contre-amiral le 1er août 1999, il rallie la Délégation générale pour l’armement (DGA) comme adjoint au directeur des relations internationales, chargé de la sous-direction Moyen-Orient, Méditerranée et Pakistan .
Le 18 juin 2001, il est nommé chef de cabinet du général Jean-Pierre Kelche, Chef d’état-major des armées. Le 1er août 2002, la ministre de la Défense, Michèle Alliot-Marie, le choisit comme chef du cabinet militaire;  il est élevé au rang et appellation de vice-amiral d’escadre le 1er décembre 2002.
Le 1er septembre 2005, il est nommé directeur de l’IHEDN, de l'Enseignement militaire superieur et du CHEM . Le 1er septembre 2007, il est élevé au rang et appellation d’Amiral et nommé Inspecteur général des armées . À ce titre, il est nommé président de la commission Armées-Jeunesse (CAJ) .

### Carrière civile
Il quitte la Marine en 2008 pour prendre les fonctions de directeur général de la branche navale de Défense conseil international , puis le poste de président-directeur général jusqu’à fin 2013 .
En 2014, il rejoint le conseil d'administration de l'École centrale de Lyon et forme plusieurs dirigeants au leadership humain.
Il préside également la Commission Économie et Défense des auditeurs de l'IHEDN pendant une décennie .

## Décorations
- Grand officier de la Légion d'honneur en 2008 [13] (commandeur en 2005 [14], officier en 1999).

## Publications
- François Dupont, Commandant de sous-marin, Autrement, 2019, 249 p.  (ISBN 978-2746753907)
- François Dupont, Pierre Quinchon et Natacha Hochman, Le Triomphant, Édition du Perron, 1994, 264 p.  (ISBN 978-2871141129)